# Anthonie Heinsius
Anthonie Heinsius (Delft, 23 novembre 1641 – L'Aia, 3 agosto 1720) è stato un politico olandese.
Pensionario di Delft dal 1679, osteggiò violentemente Guglielmo III d'Orange, ma in seguito, complice l'odio dei due verso la Francia, lo sostenne e vi strinse amicizia.
Nel 1689 Heinsius divenne Gran Pensionario di Olanda e usò i suoi poteri soprattutto per combattere i Francesi.